# M45 (Mashreq)
De M45 is een primaire noord-zuidroute in het Internationaal wegennetwerk van de Arabische Mashreq, die door Syrië, Jordanië, Saoedi-Arabië en Jemen loopt. De weg begint bij de Turkse grens bij Bab Al Hawa en loopt daarna via Aleppo, Damascus, Amman, Tabuk, Medina, Mekka en Sanaa naar Ta'izz.
De M45 is tussen Tabuk en Qalibah ook onderdeel van de M50.

## Nationale wegnummers
De M45 loopt over de volgende nationale wegnummers, van noord naar zuid:
| Nummer        | Tracé                  |
| Syrië         | Syrië                  |
| ------------- | ---------------------- |
| M45           | Turkije - Aleppo       |
| M5            | Aleppo - Jordanië      |
| Jordanië      |                        |
| 15            | Syrië - Ma'an          |
| 5             | Ma'an - Saoedi-Arabië  |
| Saoedi-Arabië |                        |
| 15            | Jordanië - Jemen       |
| Jemen         |                        |
| N1            | Saoedi-Arabië - Ta'izz |

M5 · 
M7 · 
M9 · 
M10 · 
M15 · 
M20 · 
M25 · 
M30 · 
M35 · 
M40 · 
M45 · 
M47 · 
M50 · 
M51 · 
M55 · 
M60 · 
M65 · 
M67 · 
M70 · 
M75 · 
M80 · 
M90 · 
M100